# Athylia albomarmorata
Athylia albomarmorata là một loài bọ cánh cứng trong họ Cerambycidae.